# Ахумян, Семён Тигранович
Семён Тигранович Ахумян (арм. Սեմյոն Տիգրանի Հախումյան, 17 февраля 1930, Ереван, Армянская ССР, СССР — 16 мая 2016) — советский армянский организатор высшей школы и государственный деятель, министр просвещения Армянской ССР (1973—1989).

## Биография
Сын драматурга Тиграна Семёновича Ахумяна (1894—1973).
В 1952 г. окончил филологический факультет Ереванского государственного университета. В 1957 г. — аспирантуру кафедры русского языка того же университета. Кандидат филологических наук. С 1948 г. — член Союза писателей СССР.
Член КПСС с 1955 г.
С 1956 г. — преподаватель русского языка и литературы в Ереванском государственном университете. Доцент (1965).
1963—1965 гг. — секретарь Ученого совета Ереванского государственного университета,
- 1965—1972 гг. — проректор по учебной работе,
- 1972—1973 гг. — ректор Ереванского государственного педагогического института русского и иностранных языков им. Брюсова,
- 1973—1989 гг. — министр просвещения Армянской ССР.

Избирался депутатом Верховного совета Армянской ССР. Член Центральной ревизионной комиссии ЦК КП Армянской ССР (1976—1990).
С 1992 по 2008 г. — проректор Ереванского государственного университета. Профессор (1991).

## Избранные труды
«М. Горький и Армения!. Ер., 1968
„Русская литература“: Учебник для 9-го класса армянской школы 8-е изд. / С.Т. Ахумян, А.Г. Мсерьян. Ереван Луис 1979
!Русская советская литература»: Учеб. для 10-го кл. 10-летней (XI кл. 11-летней) армянской школы / С.Т. Ахумян, Е.Н. Тер-Антонянц, В. В. Читуни [4-е изд.] Ереван Луйс 1990
«Думы о былом». Ер., 2002
«Штрихи к портрету». Ер., 1999
«Русско-армянский фразеологический словарь». Ер., 1975

## Награды и звания
Награждён двумя орденами Трудового Красного Знамени (1986, …), медалью Мовсеса Хоренаци (2000). Лауреат Государственной премии Армянской ССР (1988).
Заслуженный учитель Армянской ССР.